# فرزانه شرفبافی
فرزانه شرفبافی متولد ۱۳۵۲ در تهران است. وی دارای مدرک دکتری مهندسی هوافضا از دانشگاه شریف است.
او عضو هیئت مدیره هما بوده‌است و همچنین مسئولیت‌هایی مانند مدیرکل پژوهش و بهسازی منابع انسانی هما، ریاست مرکز آموزش و بهسازی منابع انسانی هما، ریاست ارشد تضمین کیفیت در مهندسی و تعمیرات هما و همچنین دبیری انجمن علمی حمل‌ونقل هوایی کشور را در کارنامه خود دارد. فرزانه شرفبافی در اردیبهشت ماه ۱۳۹۸ در حکمی از سوی غلام‌حسین مظفری، مدیرعامل سازمان منطقه آزاد کیش، به سرپرستی شرکت هواپیمایی کیش‌ایر منصوب شد.

## مدیر عامل هواپیمایی ملی ایران
عباس آخوندی وزیر راه و شهرسازی دوره یازدهم، در حکمی فرزانه شرفبافی را به عنوان سرپرست جدید شرکت هواپیمایی جمهوری اسلامی ایران (ایران ایر) منصوب کرد. فرزانه شرفبافی در تاریخ ۱۲ مهر ۱۳۹۶ با تصویب هیئت دولت به عنوان عضو هیئت مدیره و مدیرعامل شرکت هواپیمایی جمهوری اسلامی ایران منصوب شد و در تاریخ ۱۵ اردیبهشت سال ۱۳۹۸جای خود را به تورج دهقانی داد.

## سوابق تحصیلی[۵]
| مقطع تحصیلی   | نام دانشگاه        | رشته تحصیلی                        |
| ------------- | ------------------ | ---------------------------------- |
| دکتری مهندسی  | دانشگاه صنعتی شریف | مهندسی هوافضا، گرایش سازه‌های هوایی |
| کارشناسی ارشد | دانشگاه صنعتی شریف | مهندسی مکانیک، گرایش هوافضا        |
| کارشناسی      | دانشگاه صنعتی شریف | مهندسی مکانیک، گرایش هوافضا        |

## سوابق تدریس فرزانه شرفبافی[۵]
1. آئرودینامیک
2. طراحی سازه‌های هوایی
3. مواد و روش‌های ساخت
4. شکست، خستگی و خزش
5. تعادل و پایداری هواپیما
6. ارابه‌های فرود
7. موتورهای جت
8. سیستم سوخت رسانی هواپیما
9. سیستم تهویه مطبوع هواپیمای فوکر ۱۰۰
10. هیدرولیک و نیوماتیک هواپیمای فوکر ۱۰۰
11. تحلیل سازه‌های هوایی
12. قوانین و مقررات هوایی
13. فاکتورهای انسانی در صنعت هوانوردی
14. سیستم مدیریت ایمنی
15. اصول ممیزی هوایی
16. مدیریت ریسک‌های هوایی
17. مدیریت ریسک حراست هوایی

## سوابق کاری[۵]
| سازمان                             | زمینه فعالیت                                       | سمت                                      |
| ---------------------------------- | -------------------------------------------------- | ---------------------------------------- |
| هواپیمایی جمهوری اسلامی ایران"هما" | بررسی و نظارت بر مصوبات هیئت مدیره                 | عضو هیئت مدیره                           |
| هواپیمایی جمهوری اسلامی ایران"هما" | مدیریت مرکز آموزش و بهسازی منابع انسانی            | رئیس مرکز آموزش و بهسازی منابع انسانی    |
| هواپیمایی جمهوری اسلامی ایران"هما" | برنامه‌ریزی و نظارت بر آموزش و اجرای پژوهش‌های هما   | مدیرکل پژوهش، بهسازی و برنامه‌ریزی آموزشی |
| هواپیمایی جمهوری اسلامی ایران"هما" | نظارت بر کیفیت آموزش‌های پرسنل مهندسی و تعمیرات هما | رئیس ارشد تضمین کیفیت آموزش              |
| هواپیمایی جمهوری اسلامی ایران"هما" | تدریس دوره‌های آموزشی تعمیر و نگهداری هواپیما       | معلم هواپیما                             |
| هواپیمایی کیش ایر                  | بررسی ونظارت بر مصوبات هیئت مدیره                  | مدیر عامل                                |